# Serotonina
A serotonina (5-hidroxitriptamina ou 5-HT) é uma monoamina neurotransmissora sintetizada nos neurónios serotoninérgicos do Sistema nervoso central (SNC) e nas células enterocromafins (células de Kulchitsky) do trato gastrointestinal dos animais (entre eles o ser humano). A serotonina também se encontra em vários cogumelos e plantas, incluindo frutas e vegetais. Acredita-se que a serotonina representa um papel importante no sistema nervoso central como neurotransmissor na inibição da ira, agressão, temperatura corporal, humor, sono, vômito e apetite.
Estas inibições estão diretamente relacionadas com os sintomas da depressão. Adicionalmente, a serotonina é também um mediador periférico de sinal. Por exemplo, a serotonina encontra-se abundantemente no trato gastrointestinal (aproximadamente 90%) e o seu local de armazenamento principal são as plaquetas na circulação sanguínea.
A serotonina é produzida no sistema nervoso central (SNC), especificamente nos núcleos da rafe do tronco cerebral, nas células de Merkel da pele, nas células neuroendócrinas pulmonares e nas células receptoras gustativas da língua. Aproximadamente 90% da serotonina que o corpo humano produz está nas células enterocromafins do trato gastrointestinal , onde regula os movimentos intestinais. Além disso, é armazenado nas plaquetas sanguíneas e liberado durante agitação e vasoconstrição, onde atua como agonista de outras plaquetas.  Cerca de 8% é encontrado nas plaquetas e 1–2% no SNC.
A serotonina é secretada luminal e basolateralmente, o que leva ao aumento da captação de serotonina pelas plaquetas circulantes e à ativação após estimulação, o que proporciona maior estimulação dos neurónios mioentéricos e da motilidade gastrointestinal. O restante é sintetizado em neurónios serotoninérgicos do SNC, onde desempenha diversas funções, incluindo a regulação do humor, do apetite e do sono .
A serotonina secretada pelas células enterocromafins eventualmente sai dos tecidos e chega ao sangue. Lá, é ativamente absorvido pelas plaquetas sanguíneas, que o armazenam. Quando as plaquetas se ligam a um trombo, elas libertam serotonina, onde pode servir como vasoconstritor ou vasodilatador enquanto regula a hemostasia e a coagulação sanguínea. Em altas concentrações, a serotonina atua como vasoconstritor, contraindo diretamente o músculo liso endotelial ou potencializando os efeitos de outros vasoconstritores (por exemplo, angiotensina II e norepinefrina). A propriedade vasoconstritora é observada principalmente em estados patológicos que afetam o endotélio – como aterosclerose ou hipertensão crónica . Em estados fisiológicos normais, a vasodilatação ocorre através da liberação de óxido nítrico mediada pela serotonina das células endoteliais e da inibição da liberação de norepinefrina dos nervos adrenérgicos . A serotonina também é um fator de crescimento para alguns tipos de células, o que pode lhe conferir um papel na cicatrização de feridas. Existem vários receptores de serotonina.
Além dos mamíferos, a serotonina é encontrada em todos os animais bilaterais , incluindo vermes e insetos, bem como em fungos e plantas. A presença de serotonina em venenos de insetos e espinhos de plantas serve para causar dor, que é um efeito colateral da injeção de serotonina. A serotonina é produzida por amebas patogénicas, causando diarreia no intestino humano. A sua presença generalizada em muitas sementes e frutos pode servir para estimular o trato digestivo a expelir as sementes.

## Neurotransmissor
Como todo neurotransmissor, os efeitos de 5-HT no humor e no estado mental humano, tal como o seu papel na consciência, são muito difíceis de determinar. Entre as principais funções da serotonina está a função de regular o apetite mediante a saciedade, equilibrar o desejo sexual, controlar a temperatura corporal, a atividade motora e as funções perceptivas e cognitivas. A serotonina intervém noutros neurotransmissores conhecidos como a dopamina e a noradrenalina, que, em níveis abaixo dos valores de referência, podem provocar sintomas como angústia, ansiedade, medo, agressividade, assim como os problemas alimentares. A serotonina também intervém beneficamente nos parâmetros de densidade óssea. Contudo, estudos demonstram que as pessoas que tomam antidepressivos do tipo inibidor seletivo de recaptação de serotonina podem apresentar osteoporose (redução da densidade óssea).[carece de fontes?]

## Relação Anatómica
Os neurónios dos núcleos da rafe são a fonte principal de libertação de 5-HT no cérebro. Os núcleos da rafe são conjuntos de neurónios distribuídos em nove grupos pares e localizados ao longo do tronco encefálico, o qual está centrado à volta da formação reticular. Os axónios dos neurónios dos núcleos da rafe terminam em, por exemplo:
- Núcleos cerebrais profundos
- Córtex cerebral
- Medula espinal
- Córtex cerebelar[17]

Por outro lado, os axónios dos neurónios nos núcleos dorsais da rafe terminam em, por exemplo:[carece de fontes?]
- Tálamo
- Corpo estriado
- Hipotálamo
- Núcleo accumbens
- Neocórtex
- Giro do cíngulo
- Hipocampo
- Amígdala

Assim, a ativação do sistema serotoninérgico afeta as várias áreas do cérebro, o que explica os efeitos terapêuticos da sua modulação.

## Microanatomia
O 5-HT, como se pensa, é libertada das varicosidades serotonérgicas no espaço extraneuronal, ou seja, desde as varicosidades e ao longo dos axónios, não só por ligações sinápticas terminais (esquema de neurotransmissão clássico). Desde este ponto é livre de se difundir sobre uma região relativamente grande de espaço (>20μm) e ativar os Receptores de 5-TH localizados sobre as dendrites, o corpo, e as terminações pré-sinápticas dos neurónios adjacentes.[carece de fontes?]

### Receptores
Os receptores de 5HT são os receptores para a serotonina. Estão localizados na membrana celular das células nervosas e de outros tipos de células em animais, e mediam os efeitos da serotonina como o ligando endógeno e de um grande espectro de fármacos e alucinógenos. Com a exceção do receptor de 5-HT3, um canal iónico associado a ligandos, os restantes receptores estão ajustados a receptores de sete domínios transmembranais de Proteína G (ou heptahelíticos) que ativam uma série de mensageiros secundários intracelulares.[carece de fontes?]
- Receptor 5-HT1
- Receptor 5-HT2A
- Receptor 5-HT2C
- Receptor 5-HT3
- Receptor 5-HT4
- Receptor 5-HT 6

### Fatores Genéticos
As variações genéticas nos alelos que codificam para os recetores de serotonina são conhecidas atualmente por terem um impacto significativo sobre a probabilidade na formação de certos problemas e desordens fisiológicas. Por exemplo, uma mutação no alelo que codifica o receptor 5-HT2A leva à duplicação do risco de suicídio dos portadores desse genótipo. Contudo, ainda têm de ser produzidas provas satisfatórias para este descobrimento, pois observa-se que se têm gerado dúvidas sobre a invalidez do mesmo. É muito improvável que um gene individual seja responsável pelo aumento de suicídios. É mais provável que um número de genes seja combinado com fatores exógenos para afetar o comportamento deste modo. Este gene (HTR2A) codifica um dos receptores de serotonina (5HT2A). As mutações deste gene estão associadas com a suscetibilidade para a Esquizofrenia e Transtorno obsessivo-compulsivo, e também estão relacionadas com a resposta ao antidepressivo Citalopram em pacientes com um Transtorno depressivo maior.[carece de fontes?]

### Terminação
A ação serotoninérgica é terminada primariamente mediante a recaptação do 5-HT na sinapse. Pensa-se que mediante um transportador de monoaminas específico para o 5-HT (Transportador de serotonina) nos neurónios pré-sinápticos. Diversos agentes podem inibir a recaptação de 5-HT, incluindo o MDMA ou ecstasy, cocaína, anfetamina, dextrometorfano (um antitussígeno), antidepressivo tricíclicos (ADTs) e os Inibidor seletivo de recaptação de serotonina (ISRS).[carece de fontes?]

## Outras Funções
Investigações recentes sugerem que a serotonina tem um papel importante na regeneração hepática e atua como mitógeno (que induz a divisão celular) por todo o corpo. A função serotoninérgica é fundamentalmente inibidora. Influencia o sono e está relacionada também com os estados de ânimo, com as emoções e com os estados depressivos. Afeta o funcionamento vascular assim como a frequência cardíaca. A serotonina regula a secreção de hormonas, como a do crescimento. Alterações dos níveis desta substância estão associados a desequilíbrios mentais como a esquizofrenia e o autismo. A serotonina também desempenha uma função importante no transtorno obsessivo-compulsivo, que é um transtorno de ansiedade. Alguns alucinogénos, como o LSD e o MDMA atuam intensamente nos receptores serotonínicos. Entre as funções fisiologia da serotonina destaca-se a inibição da secreção gástrica, a estimulação muscular e a secreção de hormonas por parte da hipófise. Níveis baixos de serotonina em pessoas com fibromialgia explicam em grande parte a causa das dores e das perturbações do sono. Tais níveis baixos também estão associados a estados agressivos, depressão e ansiedade, incluindo as Enxaqueca, devido ao facto de quando os níveis de serotonina baixam, os vasos sanguíneos dilatam. A serotonina desempenha uma função importante na proliferação linfática dependendo do tipo de recetor estimulado (5-HT1A vs.5-HT7).[carece de fontes?]

## Síntese
No corpo humano, a serotonina é sintetizada desde o aminoácido Triptófano por via metabólica curta que engloba duas enzimas: triptofano hidroxilase (TPH) e L-aminoácido aromático descarboxílase (DDC). A reação causada pelo TPH é uma etapa limitada em várias vias. O TPH foi visto em duas formas existentes na natureza: TPH1, encontrada em vários tecidos, e a TPH2, que é uma isoforma cerebral específica. Existem provas de polimorfismos genéticos em ambas as formas com influência sobre a suscetibilidade para a ansiedade e depressão. Também existem provas de como as hormonas ovarianas podem afetar a expressão da TPH em várias espécies, sugerindo um possível mecanismo para Depressão pós-parto e para a Síndrome de tensão pré-menstrual. A serotonina ingerida por via oral não passa pelas vias serotoninérgicas do sistema nervoso central porque esta não cruza a Barreira hematoencefálica. Porém, o triptofano e os seus metabolitos 5-Hidroxitriptofano (5-HTP), com os quais a serotonina é sintetizada, podem e cruzam a barreira hematoencefálica. Estes agentes estão disponíveis como suplementos dietéticos e podem ser agentes serotoninérgicos eficazes. Um produto de clivagem é o ácido 5-hidroxindolacético (5-HIAA), que é eliminado na urina. Por vezes a serotonina e o 5-HIAA são produzidos em quantidades excessivas por certos tumores, e os níveis dessas substâncias podem ser medidas pela urina para verificar a presença das ditas patologias.[carece de fontes?]

## História
A serotonina foi isolada e designada pela primeira vez em 1948 por Maurica M. Rapport, Arda Green e Irvine Page da Clínica de Cleveland, mas em 1935 o investigador italiano Vittorio Erspamer tinha demonstrado que uma substância desconhecida até à data, que chamou de enteramina, produzida pelas células enterocromafinas do intestino, estimulava a contração intestinal. O nome serotonina é um termo equívoco que reflete nada mais que as circunstâncias em que se descobriu o composto. Foi inicialmente identificado como uma substância vasoconstritora no plasma sanguíneo - daí o nome serotonina, um agente do soro que afeta a circulação vascular. Este agente foi posteriormente identificado quimicamente como 5-hidroxitriptamina, e desde então foi associado a um grande número de propriedades fisiológicas. O 5-HT foi até agora o nome mais adotado pela indústria farmacêutica.